# 垂兽

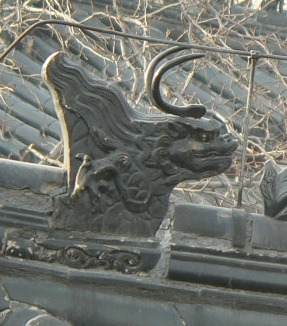
垂兽

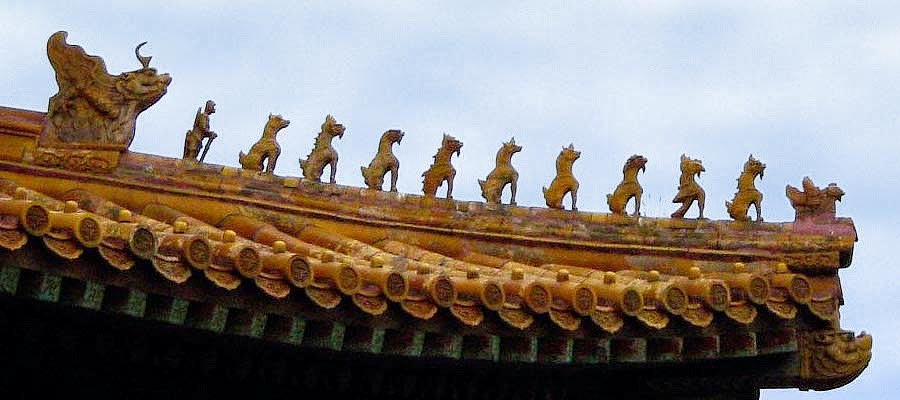
北京故宫太和殿屋脊上的垂兽（最左侧的兽头）

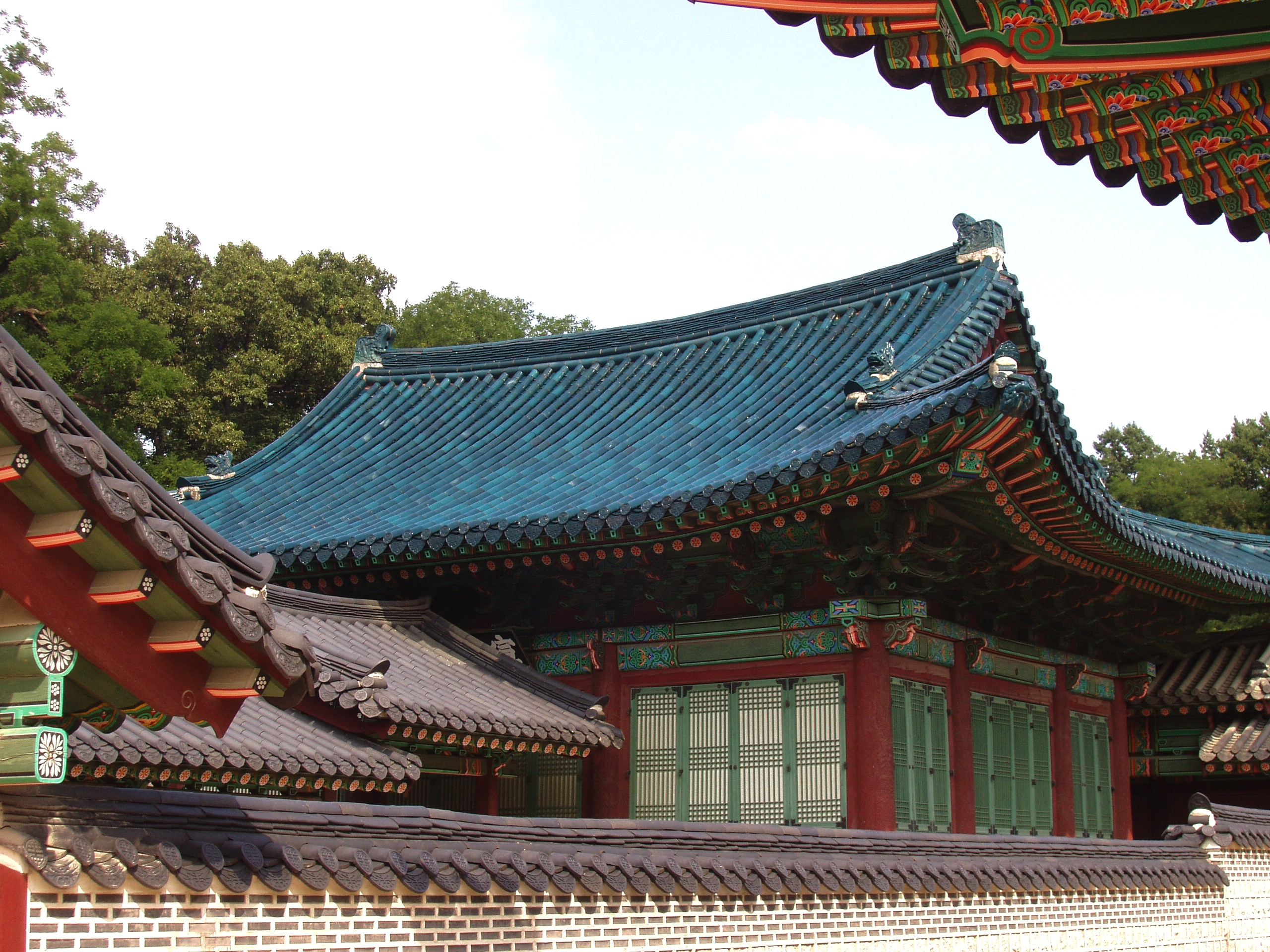
韓國昌德宮宣政殿屋脊上的垂兽（較下方的兩隻）

垂兽，又称角兽，是東亞古建筑上垂脊上的兽件，是兽头形状，位于蹲兽之后，内有铁钉，作用是防止垂脊上的瓦件下滑，加固屋脊相交位置的结合部。歇山顶、悬山顶、硬山顶上都有垂兽。
垂兽多用琉璃瓦制成，双角，中间掏空用来定入垂兽桩。形象為龍生九子老三嘲風。